# Temporada de huracanes del Atlántico de 1969
La temporada de huracanes del Atlántico de 1969 fue la temporada de huracanes del Atlántico más activa desde la temporada de 1933 , y fue el último año de la era de oscilación multidecadal (AMO) del Atlántico positiva ("de alta calidad") más reciente . La temporada de huracanes comenzó oficialmente el 1 de junio y duró hasta el 30 de noviembre. La temporada tuvo la mayor cantidad de sistemas que alcanzaron la categoría de huracán -doce- en una sola temporada, hasta que se superó ese récord en 2005. La temporada estuvo por encima del promedio a pesar de El Niño , que generalmente suprime la actividad en el Océano Atlántico , mientras aumenta la actividad de los ciclones tropicales en el Océano Pacífico .. La actividad comenzó con una depresión tropical que provocó grandes inundaciones en Cuba y Jamaica a principios de junio. El 25 de julio, se desarrolló la tormenta tropical Anna, la primera tormenta con nombre de la temporada. Más adelante en la temporada, la Depresión Tropical Veintinueve provocó graves inundaciones locales en Florida Panhandle y el suroeste de Georgia en septiembre.
La tormenta más importante de la temporada fue el huracán Camille , que alcanzó su punto máximo como huracán de categoría 5 el 17 de agosto y devastó la costa del Golfo de los Estados Unidos al azotar Misisipi al día siguiente. Los fuertes vientos y las alturas de las marejadas ciclónicas afectaron especialmente a Misisipi y Luisiana. Posteriormente en su duración, la tormenta provocó graves inundaciones en Virginia y Virginia Occidental. Solo Camille fue responsable de 259 muertes y $1.43 mil millones. Fue el huracán más costoso de los Estados Unidos en ese momento, hasta el huracán Agnes en 1972. A principios de septiembre, el huracán Franceliacausó inundaciones mortales en América Central, con 271 personas muertas en América Central. El huracán Inga tuvo la tercera duración más larga de un ciclón tropical del Atlántico. La última tormenta, el huracán Martha , fue el único ciclón tropical conocido que tocó tierra en Panamá. Martha provocó inundaciones menores en el primero y en Costa Rica. En general, los sistemas de la temporada causaron colectivamente 535 muertes y más de $1,500 millones en pérdidas.

## Resumen de temporada
La temporada de huracanes del Atlántico de 1969 comenzó oficialmente el 1 de junio. De los veinticuatro ciclones tropicales que se desarrollaron en el Océano Atlántico Norte en 1969, dieciocho de ellos se intensificaron hasta convertirse en tormentas tropicales; esto estuvo por encima del promedio de 9,6 tormentas con nombre entre 1950 y 2000. En términos de tormentas tropicales, fue la temporada más activa desde 1933. Doce de las dieciocho tormentas con nombre alcanzaron la categoría de huracán, un récord que se mantuvo hasta que hubo quince tormentas con nombre en 2005. Tres de los huracanes se convirtieron en huracanes mayores, que son de categoría 3 o superior en la escala de vientos huracanados de Saffir-Simpson. Entre 1950 y 2000, hubo un promedio de 2,3 huracanes importantes por temporada. A lo largo de la temporada, la Oficina Meteorológica de EE . UU . emitió más avisos que en cualquier temporada anterior. Además, los aviones de reconocimiento se utilizaron durante más horas de vuelo que en cualquier otro año en la cuenca del Atlántico hasta ese momento. La temporada terminó oficialmente el 30 de noviembre.
El huracán Camille tocó tierra en Misisipi el 18 de agosto como huracán de categoría 5, convirtiéndose en uno de los cuatro ciclones tropicales que azotaron a los Estados Unidos como categoría 5, los otros fueron el huracán del Día del Trabajo en 1935 , el huracán Andrew en 1992 y el huracán Michael en 2018. El Project Stormfury realizó experimentos de siembra en el huracán Debbie , cuya velocidad del viento disminuyó en un 31 % el primer día y en un 18 % al día siguiente. Con una duración de casi 25 días del 20 de septiembre al 15 de octubre, el huracán Ingaes el tercer ciclón tropical de mayor duración en el Atlántico, solo detrás del huracán San Ciriaco de 1899 y el huracán Ginger en 1971. El 24 de noviembre, el huracán Martha se convirtió en el primer ciclón tropical registrado en azotar Panamá.
La temporada estuvo por encima del promedio a pesar de El Niño, que típicamente suprime la ciclogénesis tropical en el Océano Atlántico mientras aumenta la actividad en el Océano Pacífico oriental . La línea de corte de la troposfera superior del Atlántico , una característica semipermanente que se extendía hacia el sureste hasta el Mar Caribe, que aumenta el flujo de salida de las perturbaciones, se mantuvo persistente durante toda la temporada. Sin embargo, la periferia opuesta de la línea de corte inhibe la salida divergente de una perturbación. Esto puede haber aumentado la cantidad de ciclones tropicales en desarrollo, mientras que otras tormentas se mantuvieron débiles o se disiparon en los trópicos profundos. Además, una dorsal anormalmente fuerte en la troposfera media reemplazó a los vientos del oeste desplazados hacia el sur que impidieron la formación de ciclones tropicales en 1968 . Cinco huracanes y dos tormentas tropicales tocaron tierra, causando 535 muertes y $1.5 mil millones en daños; La Depresión Tropical Veintinueve también resultó en daños.
La ciclogénesis tropical comenzó temprano, con una depresión tropical que afectó a Jamaica. La actividad estuvo brevemente inactiva entre el 15 de junio y el 25 de julio, cuando se originó la siguiente depresión. Ese mismo día, la primera tormenta con nombre de la temporada, Anna, se desarrolló sobre el Atlántico oriental. Hubo cinco ciclones tropicales que se formaron en el mes de agosto: Blanche, Camille, Debbie, Eve y Francelia . Camille fue el ciclón tropical más intenso de la temporada, con un pico de huracán de categoría 5 con vientos máximos sostenidos de 175 mph (280 km/h) y una presión barométrica mínima de 900 mbar (27 inHg).
Septiembre fue el mes más activo de la temporada, con seis ciclones tropicales, cinco de los cuales se intensificaron hasta convertirse en tormenta tropical: Gerda , Holly, Inga y un huracán sin nombre. De las cinco tormentas con nombre que se originaron en octubre, tres se intensificaron hasta convertirse en huracanes, incluidos Kara, Laurie y una tormenta sin nombre. Esto estuvo muy por encima del promedio actual de 1981–2010 de dos tormentas tropicales y un huracán en el mes de octubre. Aunque existió un huracán sin nombre hasta noviembre, Martha fue el único ciclón tropical que se originó en ese mes. Martha, la última tormenta de la temporada, se disipó sobre Panamá el 25 de noviembre.
La actividad de la temporada se reflejó con una calificación de energía ciclónica acumulada (ACE) de 166. ACE es, en términos generales, una medida de la potencia del huracán multiplicada por el tiempo que existió, por lo que las tormentas que duran mucho tiempo también como huracanes particularmente fuertes, tienen ACE altos. Solo se calcula para avisos completos en sistemas tropicales a 39 mph (63 km/h) o más, que es el umbral para el estado de tormenta tropical.

## Ciclones tropicales

### Tormenta tropical Anna
El 23 de julio, una onda tropical emergió al Atlántico desde la costa oeste de África.  A las 0600 UTC del 25 de julio, el sistema se convirtió en la Depresión Tropical Doce. Inicialmente, la depresión se fortaleció lentamente mientras se movía hacia el oeste-noroeste. Finalmente, se convirtió en tormenta tropical Anna a las 06:00  UTC del 27 de julio. Se produjo una intensificación modesta durante las siguientes 18 horas, después de lo cual Anna mantuvo vientos de 60 mph (95 km/h) durante casi dos días. A las 12:00 UTC del 30 de julio, Anna comenzó a debilitarse y se movió en una dirección más al noroeste. A las 12:00 UTC del 31 de julio, Anna degeneró en una vaguada en la superficie mientras se encontraba al norte de las Antillas Menores , pero continuó produciendo vendavales .-vientos de fuerza. 
Anna se reorganizó en una tormenta tropical a las 12:00 UTC del 1 de agosto, pero se debilitó a una depresión tropical cuando volvió a curvarse hacia el noreste el 2 de agosto, mientras se encontraba frente a la costa este de los Estados Unidos . Sin embargo, a las 18:00 UTC, Anna volvió a recuperar el estado de tormenta tropical y experimentó una intensificación constante al día siguiente. A las 18:00 UTC del 3 de agosto, Anna alcanzó su punto máximo con vientos de 70 mph (110 km / h) y seis horas más tarde alcanzó su presión central mínima de 1001 mb (29,6 inHg). Posteriormente, Anna se debilitó y se fusionó con un área extratropical de baja presión el mismo día, mientras tenía su centro cerca de la isla Sable . Los restos continuaron rápidamente hacia el este-noreste a través del Atlántico hasta volverse inidentificables el 5 de agosto.

### Huracán Blanche
Una onda tropical fue rastreada inicialmente a unas 1.300 millas (2.100 km) al este de las Antillas Menores el 6 de agosto.  El sistema se curvó hacia el oeste-norte el 6 de agosto y finalmente se movió alrededor de la periferia occidental de las Bermudas altas . A última hora del 10 de agosto, se desarrolló una circulación cerrada, indicativa de una depresión tropical, y a las 00:00 UTC del 11 de agosto, el sistema se convirtió en tormenta tropical mientras se encontraba a unas 530 millas (850 km) al este de Wabasso Beach, Florida . Bajo la influencia de una vaguada, Blanche se dirigió rápidamente de norte a norte-noreste mientras se intensificaba significativamente, convirtiéndose en huracán a las 18:00 UTC en la misma fecha, según los informes de reconocimiento de la Marina. 
A las 00:00 UTC del 12 de agosto, Blanche alcanzó un máximo de 85 mph (140 km / h). Posteriormente, la fuerte corriente del suroeste en la que estaba incrustada Blanche hizo que la tormenta acelerara hacia el noreste. A las 12:00 UTC, Blanche perdió sus características tropicales cerca de la isla Sable , habiendo desarrollado un campo de viento asimétrico. En Sable Island, una estación meteorológica informó vientos sostenidos de 51 mph (82 km/h) y ráfagas de hasta 69 mph (111 km/h). Al pasar al sur de Terranova, los remanentes extratropicales de Blanche giraron hacia el este y este-sureste, para ser finalmente absorbidos por una zona frontal a última hora del 14 de agosto.

### Huracán Camille
Una perturbación tropical se movió frente a la costa oeste de África el 5 de agosto y se convirtió en la tormenta tropical Camille cerca de Gran Caimán el 14 de agosto.  La tormenta se fortaleció rápidamente hasta convertirse en un fuerte huracán de categoría 2 con vientos de 110 mph (175 km/h) cuando golpeó cerca del extremo occidental de Cuba el 15 de agosto.  La tormenta dañó 100 viviendas en la Isla de la Juventud ,  mientras que 20.000 residentes quedaron sin hogar en el continente;  También se informaron cinco muertes y los daños alcanzaron los $ 5 millones.  Temprano el 16 de agosto, Camille emergió en el Golfo de México. Entre el 16 y el 17 de agosto, la tormenta se profundizó rápidamente ., alcanzando una presión barométrica mínima de 905 mb (26,7 inHg), junto con vientos máximos sostenidos de 175 mph (280 km/h), lo que lo convierte en un huracán de categoría 5 . Después de debilitarse brevemente a la intensidad de Categoría 4 cerca del delta del río Misisipi , Camille volvió a intensificarse antes de tocar tierra cerca de Waveland, Misisipi , a principios del 18 de agosto,  convirtiéndose en uno de los cuatro ciclones tropicales que azotaron el territorio continental de los Estados Unidos como categoría 5 . , los otros son el huracán del Día del Trabajo de 1935 , el huracán Andrew en 1992 y el huracán Michaelen 2018. Con vientos de 175 mph (280 km/h) y una presión estimada de 900 mb (27 inHg) al tocar tierra, Camille fue el segundo huracán más fuerte y el próximo más intenso en azotar los Estados Unidos continentales, según lo medido por el viento y presión, respectivamente, después del huracán de 1935.  Misisipi llevó la peor parte del huracán Camille. Una combinación de fuertes vientos, estimados en ráfagas de hasta 200 mph (325 km / h), y grandes marejadas ciclónicas causaron un impacto adverso en el estado. Solo en Misisipi, 3.881 viviendas fueron destruidas y 41.848 sufrieron daños. Aproximadamente 406 remolques fueron destruidos y otros 325 sufrieron pérdidas importantes. Se estima que 645 edificios agrícolas fueron destruidos y otros 2.002 sufrieron daños importantes. Además, 569 pequeñas empresas se vieron afectadas. 
En los estados vecinos de Misisipi, Alabama y Luisiana , 1.781 casas fueron destruidas y otras 6.000 sufrieron pérdidas. Aproximadamente 676 remolques fueron demolidos y 296 sufrieron graves impactos. Además, 124 pequeñas empresas fueron destruidas o sufrieron daños importantes.  Camille se debilitó rápidamente después de tocar tierra el 18 de agosto y solo se convirtió en depresión tropical unas 24 horas después. Sin embargo, la tormenta mantuvo su intensidad mientras recurría hacia el este sobre el valle del río Ohio .  Cayó fuertes lluvias mientras se acercaba al Océano Atlántico, especialmente en Virginia.  Cayeron hasta 27 pulgadas (690 mm) en el centro oeste del condado de Nelson . Solo en el condado de Nelson, 133 puentes se derrumbaron, mientras que en algunos lugares comunidades enteras quedaron bajo el agua. Los ríos crecieron a cotas récord y causaron graves inundaciones. En el estado de Virginia y Virginia Occidental combinados, se estima que 349 viviendas fueron destruidas y 2.587 sufrieron algún grado de daño. Ochenta y tres remolques fueron demolidos y otros 71 sufrieron pérdidas importantes. Según se informa, 730 edificios agrícolas fueron destruidos y 535 sufrieron daños menores. Noventa y seis pequeñas empresas también resultaron gravemente dañadas o destruidas.  A lo largo de su trayectoria, se registraron precipitaciones en varios otros estados, incluidos Arkansas , Delaware , Florida, Georgia , Illinois , Indiana ,Maryland , Nueva Jersey , Carolina del Norte , Ohio , Pensilvania , Carolina del Sur y Tennessee .  Después de llegar al Atlántico, Camille volvió a fortalecerse hasta convertirse en una fuerte tormenta tropical con vientos de 70 mph (110 km/h) el 21 de agosto,  pero fue absorbida por un frente frío al sur de Terranova el 22 de agosto. pérdidas estimadas en $ 1.42 mil millones, Camille fue considerado el huracán más costoso en la historia de los Estados Unidos en ese momento.  Además, hubo 256 muertes en los Estados Unidos.

### Huracán Debbie
El 14 de agosto, una onda tropical se convirtió en una depresión tropical mientras se encontraba a mitad de camino entre las Antillas Menores y la costa de África. Al día siguiente, la depresión se convirtió en la tormenta tropical Debbie. A las 12:00 UTC del 16 de agosto, Debbie se convirtió en un huracán de categoría 1 y la intensificación continua llevó a su primer pico de 105 mph (165 km/h) a las 18:00 UTC del 17 de agosto. Debbie luego comenzó a oscilar entre un huracán de categoría 1 y un huracán de categoría 2 durante los próximos días,  posiblemente debido a que fue sembrado por yoduro de plata como parte del Proyecto Stormfury, aunque un nuevo análisis sugirió que el culpable fue un ciclo de reemplazo de la pared del ojo . Moviéndose hacia el noroeste, Debbie comenzó a intensificarse nuevamente el 19 de agosto, convirtiéndose en un huracán de categoría 3 con vientos de 115 mph (185 km / h) a las 18:00 UTC. A las 00:00 UTC del 20 de agosto, Debbie alcanzó su punto máximo con vientos de 125 mph (205 km/h), que mantuvo durante un día completo. Los cazadores de huracanes midieron la presión barométrica mínima de la tormenta de 950 mbar (28 inHg) durante este período de tiempo. 
Debbie hizo una curva hacia el noreste cuando el huracán Camille se movió frente a la costa este de los Estados Unidos y se debilitó a un huracán de categoría 2 a principios del 21 de agosto. Debbie aceleró y cayó por debajo de la intensidad de categoría 2 a las 12:00 UTC del 23 de agosto. extratropical mientras aún soportaba vientos huracanados, poco antes de pasar cerca de la costa de Terranova. Los restos de Debbie giraron hacia el noreste y se deterioraron hasta convertirse en un vendaval a última hora del 24 de agosto. Aproximadamente tres días después, los restos de Debbie se disiparon a unas 225 millas (360 km) al este-noreste de Cape Farewell, Groenlandia .  En Terranova, se observaron ráfagas de viento de hasta 85 mph (140 km/h) en St. John's, mientras que se registraron precipitaciones de hasta 0,98 pulgadas (25 mm) a lo largo de las penínsulas de Avalon y Bonavista .

### Tormenta tropical Eve
A raíz del huracán Camille, un frente casi estacionario atravesó el sur de los Estados Unidos y se situó sobre el norte de Florida . Se desarrolló un área de corte de baja presión a lo largo del sistema y adquirió una circulación de bajo nivel.  A las 0000 UTC del 25 de agosto, el sistema se clasificó como una depresión tropical mientras se encontraba a unas 100 millas (160 km) al este de Jacksonville, Florida .  Debido al aire frío en la región, la depresión se fortaleció lentamente mientras se desplazaba casi hacia el este. A última hora del 25 de agosto, se actualizó a Tropical Storm Eve. 
El 26 de agosto, el Centro Nacional de Huracanes señaló que aunque las condiciones evitarían una rápida profundización, era posible una mayor intensificación.  La tormenta amenazó los estados del Atlántico Medio y las Bermudas ,  pero permaneció en alta mar y no causó impactos en ninguna de las regiones. Eve se fortaleció ligeramente el 26 de agosto, alcanzando vientos máximos sostenidos de 60 mph (95 km/h). Aunque la tormenta se debilitó más tarde ese día, Eve alcanzó su presión barométrica mínima de 996 mbar (29,4 inHg). Temprano el 2 de agosto, Eve fue degradada a depresión tropical.  Comenzó a sucumbir a los efectos del aire frío, que arrastraba la circulación de la tormenta.  A las 0000 UTC del 28 de agosto, Eve degeneró en un valle de baja presión mientras se encontraba a unas 70 millas (110 km) al oeste-noroeste de las Bermudas.

### Huracán Francelia
Una onda tropical se convirtió en una depresión tropical cerca de las Islas de Barlovento el 29 de agosto.  Inicialmente, la depresión se fortaleció lentamente mientras se movía hacia el oeste-noroeste y se convirtió en tormenta tropical Francelia hasta más de 24 horas después. Si bien se encontraba al norte de Honduras , se curvó hacia el oeste-suroeste y se convirtió en huracán el 1 de septiembre. A última hora del 3 de septiembre, Francelia tocó tierra cerca de Punta Gorda, Belice, con vientos de 100 mph (155 km / h). La tormenta se debilitó rápidamente tierra adentro y menos de 24 horas después se disipó sobre el norte de Guatemala.  Sin embargo, los restos de Francelia contribuyeron más tarde al desarrollo del huracán Glenda.en el Océano Pacífico oriental. 
Durante sus primeras etapas, Francelia trajo ráfagas de viento y lluvias ligeras a varias islas del Mar Caribe.  Aunque permaneció casi estacionario frente a la costa de América Central, cayeron fuertes precipitaciones en algunos países, especialmente en Guatemala , donde las graves inundaciones mataron a 269 personas y causaron daños por valor de 15 millones de dólares. En todo el país, aproximadamente 10.200 personas quedaron sin hogar. En la vecina Honduras, el huracán causó daños en la parte norte del país, y el Departamento de las Islas de la Bahía en alta mar se vio particularmente afectado. Allí, la tormenta dañó o destruyó la mayoría de dos pueblos. En El Salvador , las inundaciones aislaron pueblos durante varios días y causaron daños a los cultivos. Las áreas costeras de Belice perdieron el servicio de electricidad y teléfono, y los fuertes vientos provocaron daños extensos a los cultivos de banano.  Varios ríos de la región se inundaron, incluido el río Belice , que alcanzó los 36 pies (11 m) por encima de lo normal.  Francelia clasificó como el ciclón tropical más mortífero en Guatemala, hasta el huracán Mitch en 1998 .  El daño total se estimó en $ 35,6 millones y hubo 271 muertes.

### Huracán Gerda
Una onda tropical ubicada sobre las Bahamas centrales se convirtió en una depresión tropical el 6 de septiembre.  La depresión se movió hacia el noroeste e inicialmente permaneció desorganizada. A primeras horas del 7 de septiembre, la depresión tocó tierra cerca de West Palm Beach, Florida .  impacto en el estado fue mínimo, limitado principalmente a lluvias ligeras. Más tarde, el 7 de septiembre, la depresión resurgió en el Océano Atlántico, justo al sur de Cabo Cañaveral. Comenzó a fortalecerse al día siguiente y se convirtió en tormenta tropical Gerda a las 0600 UTC. A última hora del 8 de septiembre, Gerda se intensificó hasta convertirse en huracán. La tormenta se profundizó significativamente más, alcanzando un máximo con vientos de 195 km/h (120 mph) el 9 de septiembre. Temprano el 10 de septiembre, Gerda se debilitó levemente mientras se acercabaNueva Inglaterra y el Atlántico canadiense . 
Tocó tierra cerca de Eastport, Maine , a las 01:00 UTC del 10 de septiembre, convirtiéndose en el único huracán registrado que afectó al estado.  A pesar de tocar tierra como un huracán de categoría 1, la velocidad del viento sostenido más fuerte registrada fue de 95 km/h (60 mph) en el condado de Washington, Maine, ya que la naturaleza cizallada mantuvo los vientos más fuertes más al este. En algunas áreas de Nueva Inglaterra se observaron cantidades de lluvia de veinticuatro horas superiores a 4 pulgadas (100 mm),  con un pico de precipitación de 5,67 pulgadas (144 mm) en Wellfleet, Massachusetts .  Debido a los vientos y las lluvias, partes de Maine , Massachusetts y New Hampshirereportaron apagones e inundaciones localizadas.  A las 0600 UTC del 10 de septiembre, Gerda se volvió extratropical sobre el sureste de Quebec .  En el Atlántico canadiense, los vientos dejaron a muchos sin electricidad en New Brunswick y Nova Scotia , y dejaron alrededor de $ 3,5 millones en pérdidas para los cultivos de manzanas

### Huracán Holly
Una onda tropical emergió en el Océano Atlántico desde la costa oeste de África el 8 de septiembre.  Moviéndose hacia el oeste y el oeste-noroeste, se convirtió en una depresión tropical a las 1200 UTC del 14 de septiembre, mientras se encontraba a unas 1250 millas (2315 km) sureste de Puerto Rico ,  basado en observaciones de Huracán Hunter de una circulación organizada.  Rápidamente se organizó y pronto se actualizó a Tormenta tropical Holly.  Continuando hacia el noroeste, se intensificó constantemente, y los cazadores de huracanes informaron que Holly alcanzó la categoría de huracán el 16 de septiembre,  con vientos máximos de 85 mph (140 km/h) y una presión barométrica mínima de 984 mbar (29,1 inHg ).
El 16 de septiembre, Holly se debilitó levemente mientras giraba hacia el oeste hacia las Antillas Menores.  Debido a la falta de un buen flujo de salida en el nivel superior , así como al agua desfavorable, Holly se debilitó rápidamente al estado de tormenta tropical el 18 de septiembre, según lo confirmado por Hurricane Hunters.  Al día siguiente, se debilitó al estado de depresión tropical y luego se movió a través de las Antillas Menores. Holly se disipó el 21 de septiembre en el Mar Caribe, mientras se encontraba entre el archipiélago de Los Roques de Venezuela y Puerto Rico.

### Huracán Inga
Una perturbación tropical se convirtió en una depresión tropical el 20 de septiembre. Al día siguiente, se fortaleció en la tormenta tropical Inga, mientras que su centro se encontraba a unas 930 millas (1500 km) al este-sureste de San Juan, Puerto Rico . En ese momento, la tormenta se movía hacia el oeste a 14 mph (23 km/h). Sin embargo, el 23 de septiembre, la tormenta se debilitó a depresión tropical. La depresión continuó hacia el oeste-noroeste, pasando al norte de las Islas de Sotavento, antes de desviarse hacia el noroeste. Inga volvió a convertirse en tormenta tropical el 29 de septiembre. Continuó intensificándose y alcanzó el estado de huracán el 30 de septiembre, mientras se curvaba hacia el noreste. Luego, la tormenta giró hacia el sur y, finalmente, completó un ciclo ciclónico cuando se inclinó hacia el oeste. A última hora del 3 de octubre, Inga giró hacia el noroeste. 
Temprano el 5 de octubre, el huracán produjo ráfagas de viento de hasta 80 mph (130 km / h) en las Bermudas, aunque se produjo un impacto mínimo además de cortes de energía.  A partir de entonces, Inga curvó hacia el noreste y continuó profundizando. Más tarde, el 5 de octubre, alcanzó su punto máximo como una categoría 2 fuerte con vientos máximos sostenidos de 110 mph (175 km/h) y una presión barométrica mínima de 964 mbar (28,5 inHg).  Mientras se movía hacia un entorno de temperaturas más frías en la superficie del mar,  la tormenta comenzó a debilitarse. A medida que el aire frío entraba en circulación, la tormenta comenzó a perder sus características tropicales. Inga se reforzó brevemente mientras comenzaba a desviarse generalmente hacia el este. Sin embargo, la tormenta giró hacia el sur y comenzó a debilitarse, degradándose a tormenta tropical el 10 de octubre.  Dirigiéndose hacia el oeste, Inga fue degradada a depresión tropical,  antes de disiparse por completo el 15 de octubre,  mientras se encontraba a unos 290 mi (470 km) desde donde inicialmente alcanzó el estado de huracán.

### Huracán Diez
Una depresión subtropical se formó aproximadamente a 270 millas (435 km) al este-sureste de Cape Hatteras , Carolina del Norte, alrededor de las 12:00 UTC del 21 de septiembre. Seis horas después, el sistema se intensificó hasta convertirse en una tormenta subtropical mientras se dirigía hacia el este-noreste. La tormenta curvó hacia el noreste el 24 de septiembre y se transformó en huracán ese día, con vientos máximos sostenidos de 75 mph (120 km/h) y una presión barométrica mínima de 987 mbar (29,1 inHg). Poco después, el huracán comenzó a acelerarse, antes de disiparse a unas 200 millas (320 km) al sur de Terranova a principios del 26 de septiembre.

### Tormenta tropical Jenny
El 1 de octubre, se desarrolló una depresión tropical sobre el noroeste del Mar Caribe a partir de la misma baja presión límite que generó la tormenta subtropical anterior el 29 de septiembre.  La depresión se desplazó rápidamente hacia el norte-noreste y golpeó a Cuba a principios de octubre. 2. Mientras se acercaba a la costa suroeste de Florida más tarde ese día, el sistema se intensificó hasta convertirse en la tormenta tropical Jenny. Simultáneamente, Jenny alcanzó su máxima intensidad con vientos de 45 mph (75 km/h) y una presión mínima de 1000 mbar (30 inHg). Alrededor de las 0000 UTC del 2 de octubre, la tormenta tocó tierra entre Fort Myers y Naples, Florida , con vientos de 40 mph (60 km/h). Jenny emergió en el Atlántico occidental como una depresión tropical, pero el aumento de las crestas obligó a la tormenta a seguir hacia el oeste-suroeste de regreso sobre Florida. El ciclón no pudo volver a fortalecerse y se disipó el 6 de octubre al sur de Luisiana. 
La tormenta atravesó Cuba como una depresión tropical. Se informó un impacto mínimo. La tormenta produjo lluvias de moderadas a intensas en partes de la península de Florida, con un máximo de 168 mm (6,61 pulgadas) cerca de Deland .  Se informaron deslaves menores de carreteras en el condado de Lee .  Las precipitaciones a lo largo de la parte baja del río Kissimmee y la cuenca del lago Okeechobee provocaron que el agua inundara algunos pastos y áreas de llanuras aluviales. El lago Kissimmee se elevó 0,46 m (1,5 pies) de altura debido a la precipitación.  Los remanentes de Jenny más tarde contribuyeron al desarrollo de fuertes lluvias en el sur de Luisiana.

### Huracán Kara
Una vaguada de núcleo frío de baja presión sobre el Océano Atlántico occidental se calentó en el extremo oriental, convirtiéndose en una depresión tropical el 7 de octubre a unas 135 millas (215 km) al norte de Punta Cana , República Dominicana .  La depresión pasó al sur de las Islas Turcas y Caicos y luego al oeste de Mayaguana . Temprano el 9 de octubre, el sistema giró hacia el norte y se intensificó hasta convertirse en la tormenta tropical Kara después de varias horas. El flujo del suroeste asociado con una vaguada en el nivel superior hizo que la tormenta se curvara hacia el noreste. El 10 de octubre, se formó una baja presión en el nivel superior frente a la costa de Carolina del Norte. Inicialmente, Kara se movió rápidamente hacia el norte-noroeste alrededor de la baja. Sin embargo, el 11 de octubre, Kara y el bajo se fusionaron, lo que provocó que el primero se moviera de forma errática. Mientras avanzaba hacia el suroeste hacia temperaturas oceánicas más cálidas,  la tormenta continuó fortaleciéndose. 
Después de ejecutar un pequeño bucle ciclónico,  Kara desarrolló una característica de ojo el 14 de octubre,  antes de convertirse en huracán el 15 de octubre.  Mientras se movía frente a la costa de Carolina del Norte, la tormenta trajo mareas de 1 a 3 pies ( 0,30 a 0,91 m) por encima de lo normal entre el 10 y el 15 de octubre, provocando inundaciones costeras en zonas muy bajas.  Para el 15 de octubre, vientos del oeste en niveles altos forzaron a la tormenta a moverse hacia el noreste y acelerar.  Kara comenzó a perder sus características tropicales y a debilitarse después de encontrar una vaguada fría sobre el Atlántico nororiental, cayendo a la intensidad de tormenta tropical a última hora del 18 de octubre. La tormenta pronto se volvió extratropical a unas 435 millas (700 km) al norte-noreste de la isla de Corvo en las Azores.

### Huracán Laurie
Un área de baja presión se convirtió en una depresión tropical mientras estaba ubicada a unas 75 millas (120 km) al noreste de Guanaja en el Departamento de Islas de la Bahía de Honduras. Aunque las condiciones eran favorables para una rápida profundización, la depresión no lo hizo porque no estaba apilada verticalmente y golpeó la península de Yucatán a última hora del 18 de octubre. Después de emerger al Golfo de México al día siguiente, el sistema se fortaleció hasta convertirse en la tormenta tropical Laurie. Más tarde, el 19 de octubre, Laurie curvó hacia el norte y continuó intensificándose. A las 18:00 UTC del 20 de octubre, la tormenta se convirtió en huracán. Luego se curvó hacia el este sobre el centro del Golfo de México y continuó profundizándose, alcanzando un máximo de huracán de categoría 1 con vientos sostenidos de 90 mph (150 km/h) y una presión barométrica mínima de 973 mbar (28,7 inHg).  A partir de entonces, el aire más seco comenzó a debilitar a Laurie el 22 de octubre.  Laurie curvó hacia el sureste y luego hacia el sur, lo que le permitió permanecer lejos de la costa del Golfo de los Estados Unidos. 
Temprano el 23 de octubre, el ciclón se debilitó a tormenta tropical mientras se curvaba hacia el oeste-suroeste. A última hora del día siguiente, Laurie se deterioró hasta convertirse en una depresión tropical. Después de moverse hacia el suroeste y luego hacia el sur, la tormenta tocó tierra cerca de Paraíso, Tabasco, México, a primeras horas del 27 de octubre. Laurie se disipó rápidamente.  En alta mar, el personal de la plataforma petrolera fue evacuado a medida que se acercaba la tormenta. Se emitió una alerta de huracán desde Galveston, Texas , hasta Pensacola, Florida; la vigilancia se extendió hacia el este hasta Apalachicola, Florida , el 21 de octubre. Se produjeron evacuaciones voluntarias en el sur de Luisiana por temor a una tormenta similar al huracán Betsy .en 1965 o Camille a principios de ese año. El impacto en la tierra se limitó principalmente a la erosión menor de la playa . Causó daños menores en la Península de Yucatán y en Tabasco .

### Huracán Diecisiete
Una gran tormenta extratropical sobre el Atlántico Norte formó una tormenta subtropical el 31 de octubre al sur de Terranova. Se movió hacia el sureste, ganando características tropicales y fuerza en el camino. Alcanzó la fuerza de un huracán el 4 de noviembre, alcanzando su punto máximo como una tormenta mínima de categoría 1 mientras se acercaba a las Azores, pero se debilitó antes de pasar por las islas. El sistema hizo la transición a un ciclón extratropical el 7 de noviembre.

### Huracán Martha
La tormenta tropical Martha se desarrolló en el suroeste del Mar Caribe el 21 de noviembre. Inicialmente, la tormenta se desarrolló con vientos sostenidos de 50 mph (85 km/h), omitiendo el estado de depresión tropical. Permaneció estacionario y rápidamente se intensificó hasta convertirse en un huracán. Martha alcanzó vientos máximos sostenidos de 90 mph (150 km/h) el 22 de noviembre. Posteriormente, Martha se debilitó y se desplazó hacia el sur. El 24 de noviembre, Martha tocó tierra en Veraguas , Panamá, como una fuerte tormenta tropical.  Martha fue el único ciclón tropical registrado que tocó tierra en Panamá.  El sistema se debilitó a una depresión tropical y se disipó sobre la tierra el 25 de noviembre. 
Debido a que la tormenta se debilitó antes de tocar tierra, no se esperaban ni se informaron vientos fuertes en los países afectados.  En Panamá, pueden haber caído más de 13 pulgadas (330 mm) de precipitación en algunas áreas. Terrenos agrícolas se inundaron en Almirante, Bocas del Toro y calles en zonas bajas de Puerto Armuelles, Chiriquí .  La tormenta también trajo lluvias significativas a Costa Rica . Las inundaciones y los deslizamientos de tierra aislaron la mayor parte de la ciudad capital de San José .  Numerosas calles se inundaron en Golfito .  Los daños en Costa Rica alcanzaron los $30 millones y se reportaron 5 muertos.

## Nombre de los ciclones tropicales
Los siguientes nombres se usaron para las tormentas con nombre que se formaron en la cuenca del Atlántico en 1969. Las tormentas se llamaron Blanche, Camille, Eve, Francelia, Holly, Kara, Laurie y Martha por primera vez en 1969. Esta es la misma lista utilizado en la temporada de 1965, a excepción de Blanche y Camille. En algún momento después de que comenzara la temporada, el nombre Carol (originalmente el nombre C en la lista de este año) fue reemplazado por Camille. Después de la temporada, el nombre de Camille fue retirado. Los nombres que no fueron asignados están marcados en 
| - Anna - Blanche - Camille - Debbie - Eve - Francelia - Gerda | - Holly - Inga - Jenny - Kara - Laurie - Martha - Netty (sin usar) | - Orva (sin usar) - Peggy (sin usar) - Rhoda (sin usar) - Sadie (sin usar) - Tanya (sin usar) - Virgy (sin usar) - Wenda (sin usar) |